# Liste der Monuments historiques in Écouen
Die Liste der Monuments historiques in Écouen führt die Monuments historiques in der französischen Gemeinde Écouen auf.

## Liste der Bauwerke
| Bezeichnung      | Beschreibung | Standort                  | Kennzeichnung | Schutzstatus | Datum | Bild           |
| ---------------- | ------------ | ------------------------- | ------------- | ------------ | ----- | -------------- |
| Schloss          |              | (Lage)                    | PA00080045    | Classé       | 2007  | weitere Bilder |
| Kirche St-Acceul |              | (Lage)                    | PA00080046    | Classé       | 1840  | weitere Bilder |
| Fort             |              | (Lage)                    | PA95000016    | Classé       | 2007  | weitere Bilder |
| Zehntscheune     |              | Place de la Mairie (Lage) | PA00080047    | Inscrit      | 1985  | weitere Bilder |

## Liste der Objekte

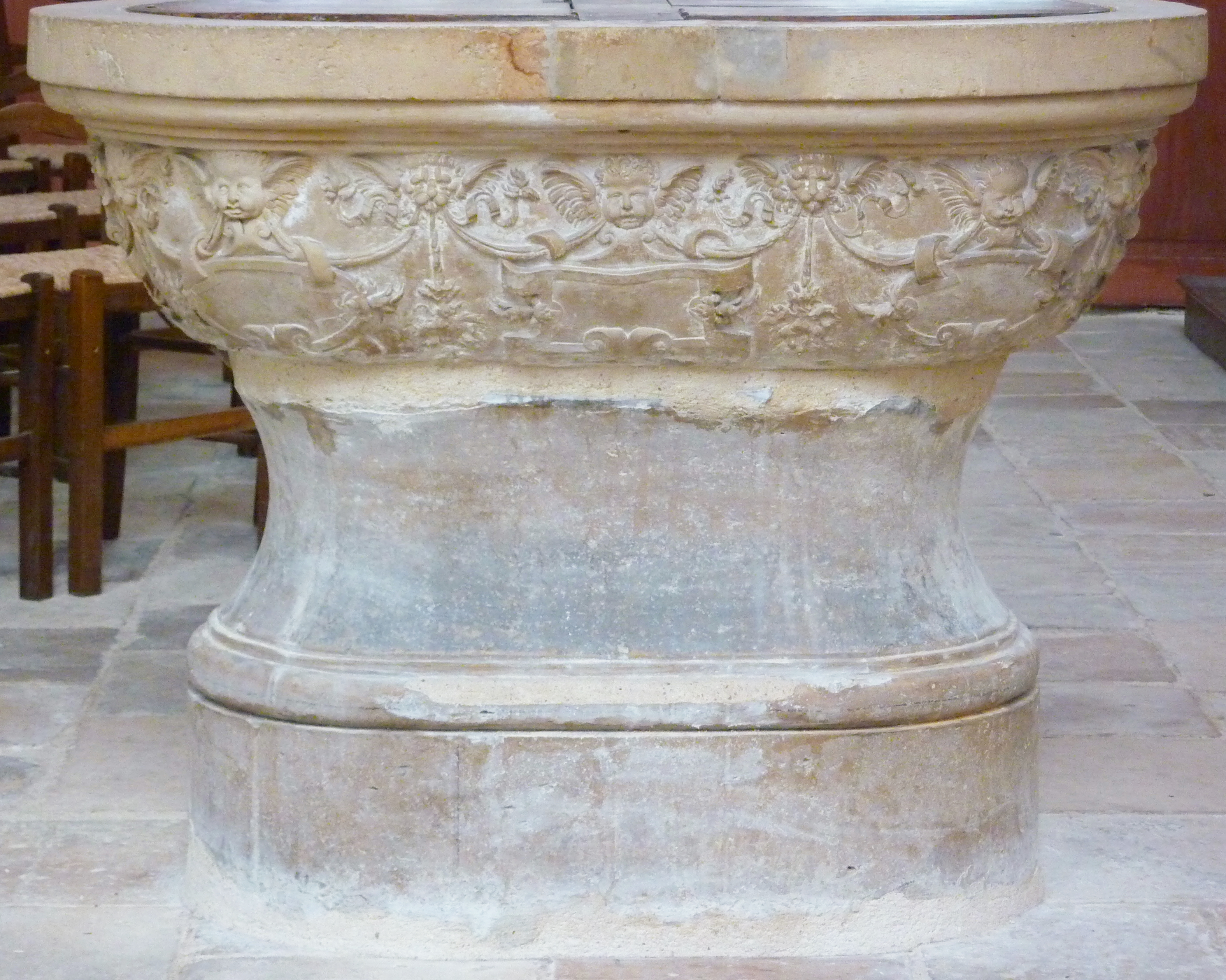
Taufbecken (16. Jahrhundert) in der Kirche St-Acceul

- Monuments historiques (Objekte) in Écouen in der Base Palissy des französischen Kultusministeriums